# Mitsuko Aoyama
Mitsuko Aoyama, contessa di Coudenhove-Kalergi, conosciuta anche come Mitsuko (青山みつ?) (Tokyo, 7 luglio 1874 – Mödling, 27 agosto 1941), fu una dei primi giapponesi ad emigrare in Europa, dopo aver sposato a Tokyo un diplomatico austriaco, il conte Heinrich di Coudenhove-Kalergi.
È la madre del politico Richard Nikolaus di Coudenhove-Kalergi.

## Biografia
Figlia di un antiquario e magnate del petrolio di Tokyo, all'età di 17 anni incontrò il diplomatico austro-ungarico conte Heinrich di Coudenhove-Kalergi quando accorse ad aiutarlo perché il suo cavallo era scivolato sul ghiaccio (il conte visitava spesso il negozio del padre, che era vicino all'ambasciata austriaca). Henrich ottenne il permesso dal padre di lei perché ella lavorasse come governante nell'ambasciata, e poi, dopo essersi innamorati, ne chiese la mano. Quest'ultima richiesta fu rifiutata, ma la coppia si sposò ugualmente il 16 marzo 1892 a Tokyo, con il consenso dei Ministri degli Esteri di Austria e Giappone. A causa di tale gesto fu bandita dalla casa paterna e diseredata. Nel 1896 fu invitata a un ricevimento imperiale organizzato dall'imperatrice Eishō per le mogli dei diplomatici stranieri (una ragazza di estrazione borghese come Mitsuko non avrebbe mai potuto accedere a una cerimonia come quella, ma in quanto contessa e moglie di un ambasciatore vi partecipò) ed ebbe una seconda occasione poco dopo, alla fine della missione diplomatica di Heinrich.
La coppia tornò in Europa coi due figli (Johannes e Richard) stabilendosi nella tenuta di famiglia a Ronsperg, in Boemia. Mitsuko studiò francese, tedesco, matematica, geografia e storia nel tentativo di contrastare l'ostilità della famiglia di Heinrich nei suoi riguardi. In seguito nacquero altri cinque figli (Gerolf, Ida, Elisabeth, Henry, Olga). Heinrich morì nel 1906 e Mitsuko assunse il controllo dei possedimenti familiari; oltre a dedicarsi alla crescita e all'istruzione dei sette figli, prese a studiare diritto ed economia per portare a termine il suo compito. Mitsuko non ritornò mai più in Giappone. Quando morì, nel 1941, fu sepolta nel Cimitero di Hietzinger.

## Figli e discendenti
1. Johann Graf Coudenhove-Kalergi, nato a Tokyo
2. Richard Nikolaus di Coudenhove-Kalergi, nato a Tokyo
3. Conte Gerolf di Coudenhove-Kalergi, nato in Austria, padre della giornalista Barbara Coudenhove-Kalergi e dell'artista Michael Coudenhove-Kalergi
4. Ida Friederike Görres, nata in Austria
5. Elisabeth, nata in Austria
6. Henry, nato in Austria
7. Olga, nata in Austria

## Nella cultura di massa
Mitsuko è un personaggio molto popolare in Giappone. La mangaka Waki Yamato ha realizzato una sua biografia a fumetti intitolata Lady Mitsuko (1971). Inoltre da una collaborazione austriaca e giapponese è nato un omonimo musical.